# Pycreus diloloensis
Pycreus diloloensis är en halvgräsart som beskrevs av Georg Kükenthal och Henri Chermezon. Pycreus diloloensis ingår i släktet Pycreus och familjen halvgräs. Inga underarter finns listade i Catalogue of Life.